# Tempaku
Tempaku (jap. 天白区 Tempaku-ku) – jedna z 16 dzielnic Nagoi, stolicy prefektury Aichi. Dzielnica została założona 1 lutego 1975 roku. Położona jest w zachodniej części miasta. Graniczy z dzielnicami: Shōwa, Chikusa, Mizuho, Meitō, Midori i Minami i miastem Nisshin.
Na terenie dzielnicy znajdują się uczelnie Uniwersytet Meijō, Toyota Technological Institute oraz kampus Nagoya Women's University.